# Lý Thấm (diễn viên)
Lý Thấm (tiếng Trung giản thể: 李沁, sinh ngày 27 tháng 9 năm 1990) là một nữ diễn viên người Trung Quốc. Cô ra mắt công chúng với vai diễn Tiết Bảo Thoa (niên thiếu) trong phim truyền hình Tân Hồng Lâu Mộng (2010).

## Tiểu sử
Năm 1990, Lý Thấm sinh ra ở thị trấn Ba Thành, thành phố Côn Sơn, tỉnh Giang Tô. Quê hương của cô còn được biết tới với bộ môn Côn khúc. Năm 2001, khi 11 tuổi vào học trường tiểu học Trung tâm Thạch Bài thị trấn Ba Thành khai giảng lớp đào tạo các kỹ năng cơ bản về hý khúc. Năm 2002, khi 12 tuổi, để có thể tiếp tục ở lại trường để học hý khúc, phải đảm bảo với mẹ rằng cô sẽ không trì hoãn việc học.
Năm 2003, cô tham gia biểu diễn "Tô ngoại chi dạ", sau đó liên tiếp tham gia các vai A Khương Tẩu trong tích kịch Sa Giá Binh, Chúc Anh Đài trong Lương Chúc-Thập Bát Tương Tống, vai Đỗ Lệ Nương trong Mẫu Đơn Đình Du Viên. Vở diễn đã giành giải Kim hoa tại cuộc thi hí khúc Tiểu Mai Hoa Trung Quốc lần thứ 7.
Năm 2004, Lý Thấm được nhận vào khoa kịch nghệ liên kết với Học viện Hí kịch Thượng Hải theo học chuyên ngành nghệ thuật biểu diễn Côn khúc. Sau đó, cô cũng được Thái Chính Nhân lúc đó là Đoàn trưởng của Đoàn Côn kịch Thượng Hải lựa chọn và trở thành "Đỗ Lệnh Nương" thế hệ thứ năm của đoàn.

## Sự nghiệp
Năm 2008, khi Lý Thấm vẫn đang theo học tại Trường hí khúc Thượng Hải thì được đạo diễn Lý Thiếu Hồng lựa chọn và giao cho cô đảm nhận vai diễn Tiết Bảo Thoa (niên thiếu) trong phim Tân Hồng Lâu Mộng. Từ đó, Lý Thấm chính thức ra mắt công chúng với tư cách Diễn viên.
Năm 2010, bộ phim Tân Hồng Lâu Mộng chính thức phát sóng. Nhờ vai diễn Tiết Bảo Thoa (niên thiếu), tại Nam Phương Thịnh Điển (diễn ra vào tháng 12/2010 tại Quảng Châu), Lý Thấm nhận được giải thưởng Diễn viên mới xuất sắc nhất.
Sau đó, Lý Thấm cùng cộng đồng các nghệ sĩ tham gia phim điện ảnh "Kiến Đảng Vĩ Nghiệp” kỷ niệm 90 năm thành lập Đảng CS Trung Quốc, trong phim Lý Thấm vào vai Dương Khai Tuệ. Cùng năm, Lý Thấm hợp tác cùng Cốc Trí Hâm diễn chính trong bộ phim truyền hình về Đảng “Trung Quốc 1921”, lần thứ hai diễn vai Dương Khai Tuệ. Sau khi phát sóng, bộ phim nhận được giải thưởng Phim truyền hình xuất sắc nhất tại Lễ trao giải phim truyền hình Kim Ưng lần thứ 26.
Năm 2011, Lý Thấm đã xuất hiện trong những bộ phim: Thần thâu gặp nạn, Nhật kí tướng quân, Thần kì hiệp lữ, Quách Minh Nghĩa,... Sự nghiệp của Lý Thấm đã bắt đầu mở rộng hơn, cô cũng đã lọt vào mắt xanh của nhiều đạo diễn tên tuổi.
Sau năm 2012 khá im ắng, Lý Thấm trở lại màn ảnh với bộ phim đình đám Thiên kim trở về (2013), cô đóng cùng với Lý Dịch Phong và Lý Uy. Bộ phim đã đạt được thành công ngoài mong đợi, đưa sự nghiệp của Lý Thấm bước sang trang mới. Khán giả cũng rất khen ngợi về diễn xuất tiến bộ của Lý Thấm sau khoảng 2 năm chuyển sang con đường trở thành diễn viên chuyên nghiệp. Tuy nhiên, thành công của Thiên Kim Trở Về dường như cũng đã “cản trở” sự nghiệp về sau của Lý Thấm, vì từ 2013-2016, Lý Thấm tham gia nhiều bộ phim thuộc nhiều  thể loại nhưng không có phim nào giúp cô bật sáng như Thiên Kim Trở Về.
Lý Thấm tham gia các vai phụ như: Mạnh Dật Nhiên trong phim điện ảnh Yêu em từ cái nhìn đầu tiên (2016) hay Mạnh Tuyết trong phim điện ảnh Hóa ra anh vẫn ở đây,...
Năm 2017, Lý Thấm hợp tác cùng Ngô Lỗi, Lâm Duẫn, Trần Sở Hà trong phim truyền hình cổ trang huyền huyễn Đấu phá thương khung. Tháng 4/2017, Lý Thấm xác nhận diễn chính trong phim truyền hình cổ trang Lang điện hạ. Ngày 28/7, phim điện ảnh Kiến quân đại nghiệp kỷ niệm 90 năm Kiến quân công chiếu, Lý Thấm lần thứ ba diễn Dương Khai Tuệ.
Tháng 1/2018, Lý Thấm xác nhận diễn chính trong phim truyền hình cổ trang Khánh Dư Niên hợp tác cùng Trương Nhược Quân, đảm nhận vai nữ chính Lâm Uyển Nhi. Tháng 8/2018, bộ phim cổ trang Như Ý truyện do Châu Tấn, Hoắc Kiến Hoa đóng chính được phát hành, trong phim Lý Thấm vào vai Dung Phi - Hàn Hương Kiến.
Năm 2019, Lý Thấm góp mặt trong bộ phim Tru Tiên bản điện ảnh, đảm nhận vai Lục Tuyết Kỳ. Tháng 10 cùng năm, bộ phim Cơ trưởng Trung Quốc của cô  được công chiếu. Cũng năm này, cô được Forbes Trung Quốc công nhận vào danh sách 30 Under 30 2019.
Năm 2020, Lý Thấm có 2 bộ phim cổ trang cùng được công chiếu lấn lượt là Cẩm Tú Nam Ca và Lang Điện Hạ.
Ngày 1/6/2021, bộ phim Quân trang thân yêu của Lý Thấm đóng cặp cùng Hoàng Cảnh Du được lên sóng. Đây là bộ phim ngôn tình hiện đại đề tài quân nhân chuyển thể từ tiểu thuyết Sự Mềm Mại Dưới Quân Trang của tác giả Chiết Chỉ Mã Nghị. Tháng 6 cùng năm, bộ phim Hải Thượng Phồn Hoa do cô đóng chính được lên sóng sau 5 năm đóng máy, trong phim Lý Thấm vào vai cô nàng Đỗ Hiểu Tô lâm vào suy sụp sau khi người yêu gặp tai nạn qua đời, đã từng bước nhờ Lôi Vũ Tranh mà vực dậy như thế nào...

## Danh sách phim

### Phim truyền hình
| TT | Năm phát sóng | Tựa phim                 | Vai diễn                   | Ghi chú                                                                 |
| 1  | 2010          | Hồng lâu mộng            | Tiết Bảo Thoa (niên thiếu) | Vai phụ                                                                 |
| 2  | 2011          | Trung Quốc 1921          | Dương Khai Tuệ             | Vai chính                                                               |
| 3  | 2011          | Nhật ký tướng quân       | Tiểu Lý                    | Vai chính                                                               |
| 4  | 2012          | Tấn Dương phong vân      | Lan Dung                   | Vai chính                                                               |
| 5  | 2012          | Bầu trời được bảo vệ     | Bồ Đào                     | Vai chính                                                               |
| 6  | 2012          | Nương tâm kế             | Kim Phổ Hà                 | Vai phụ                                                                 |
| 7  | 2013          | Cuộc sống rực rỡ         | Dư Phi                     | Vai chính                                                               |
| 8  | 2013          | Thiên kim trở lại        | Thẩm Trường Thanh          | Vai chính                                                               |
| 9  | 2013          | Hoa khai bán hạ          | Hạ Như Họa                 | Vai chính                                                               |
| 10 | 2013          | Bảo vệ cháu trai         | Lý Tiểu Ái                 | Vai phụ                                                                 |
| 11 | 2014          | Yêu em có thời hạn       | Thích Tiểu Ngư             | Vai chính                                                               |
| 12 | 2014          | Nếu như yêu              | An Ninh                    | Vai chính                                                               |
| 13 | 2015          | Cực phẩm tân nương       | Đường Đậu Đậu              | Vai chính                                                               |
| 14 | 2015          | Tình mãn tuyết dương hoa | Diệp Minh Châu             | Vai chính                                                               |
| 15 | 2015          | Hạnh phúc trở về         | Ngư Ấu Vi                  | Vai chính                                                               |
| 16 | 2017          | Nằm vùng trở về          | Đường Quả                  | Vai phụ                                                                 |
| 17 | 2017          | Bạch Lộc nguyên          | Điền Tiểu Nga              | Vai phụ                                                                 |
| 18 | 2017          | Sở Kiều truyện           | Nguyên Thuần               | Vai phụ                                                                 |
| 19 | 2018          | Đấu phá thương khung 1   | Tiểu Y Tiên                | Vai chính đặc biệt                                                      |
| 20 | 2018          | Như Ý truyện             | Hàn Hương Kiến             | Đặc biệt tham gia diễn xuất                                             |
| 21 | 2019          | Khánh dư niên I          | Lâm Uyển Nhi               | Vai chính                                                               |
| 22 | 2020          | Cẩm Tú Nam Ca            | Thẩm Ly Ca/ Thẩm Gia Nhi   | Vai chính                                                               |
| 23 | 2020          | Sát Cánh                 | Lý Thiên Nhiên             | Vai chính đặc biệt. Xuất hiện ở tập 15 và 16, phần phim Tôi Là Đại Liên |
| 24 | 2020          | Lang điện hạ             | Mã Trích Tinh              | Vai chính                                                               |
| 25 | 2021          | Quân trang thân yêu      | Hạ Sơ                      | Vai chính                                                               |
| 26 | 2021          | Hải Thượng phồn hoa      | Đỗ Hiểu Tô                 | Vai chính                                                               |
| 27 | 2022          | Thỉnh Quân               | Vu Đăng Đăng               | Vai chính                                                               |
| 28 | 2023          | Con Đường Nhân Sinh      | Lưu Xảo Trân               | Vai chính                                                               |
| 29 | 2023          | Vùng Biển Trong Mơ Ấy    | Đồng Hiểu Mai              | Vai chính                                                               |
| 30 | 2024          | Truy Phong Giả           | Thẩm Cận Chân              | Vai chính                                                               |
| 31 | 2024          | Thất Dạ Tuyết            | Tiết Dạ Tử                 | Vai chính                                                               |
| 32 | Chưa chiếu    | Bạn Thân Yêu             | Thạch Điển Điển            |                                                                         |
| 33 | Chưa chiếu    | Nhất Tiếu Tùy Ca         | Phó Nhất Tiếu              | Vai chính                                                               |

### Phim điện ảnh
| TT | Năm công chiếu | Tựa phim                    | Vai diễn             | Ghi chú   |
| 1  | 2011           | Thần kỳ hiệp lữ             | Lam Phượng Hoàng     | Vai phụ   |
| 2  | 2011           | Thần thâu gặp nạn           | Lý Mạn Chân          | Vai chính |
| 3  | 2011           | Kiến Đảng vĩ nghiệp         | Dương Khai Tuệ       | Vai phụ   |
| 4  | 2011           | Quách Minh Nghĩa            | Quách Thụy Tuyết     | Vai phụ   |
| 5  | 2012           | Ẩm thực nam nữ 2            | Bạch Bình (thời trẻ) | Vai phụ   |
| 6  | 2013           | Thần kỳ                     | Tiểu Khả             | Khách mời |
| 7  | 2016           | Hóa ra anh vẫn ở đây        | Mạnh Tuyết           | Vai phụ   |
| 8  | 2016           | Yêu em từ cái nhìn đầu tiên | Mạnh Dật Nhiên       | Khách mời |
| 9  | 2017           | Đại nghiệp kiến quân        | Dương Khai Tuệ       | Vai chính |
| 10 | 2019           | Tru Tiên                    | Lục Tuyết Kỳ         | Vai chính |
| 11 | 2019           | Chuyến bay sinh tử          | Châu Nhã Văn         | Vai phụ   |
| 12 | 2020           | Cái ôm ấm áp                | Tống Ôn Noãn         | Vai chính |
| 13 | 2021           | Bác sĩ Trung Quốc           | Hạng Nam Phương      | Vai phụ   |
| 14 | TBA            | Tha sát                     | Ngô Quan             | Vai phụ   |

## TV Show
| Thời gian             | Tên chương trình                     | Đài phát sóng | Vai trò   |
| 31/07/2010            | Khoái lạc đại bản doanh (Happy Camp) | Hồ Nam        | Khách mời |
| 31/08/2010            | Phi thường tịnh cự ly                | An Huy        | Khách mời |
| 18/09/2010            | Tân dạ gia niên hoa                  | Thiên Tân     | Khách mời |
| 29/01/2011            | Khoái lạc đại bản doanh (Happy Camp) | Hồ Nam        | Khách mời |
| 24/03/2012            | Khoái lạc đại bản doanh (Happy Camp) | Hồ Nam        | Khách mời |
| 14/09/2013            | Khoái lạc đại bản doanh (Happy Camp) | Hồ Nam        | Khách mời |
| 10/01/2014            | Nam tả nữ hữu                        | Thâm Quyến    | Khách mời |
| 08/03/2014            | Niên đại tú                          | Thâm Quyến    | Khách mời |
| 2016                  | Mình yêu nhau đi (mùa 2)             | Giang Tô      |           |
| 02/07/2016            | Liên minh người thách thức           | Chiết Giang   | Khách mời |
| 22/10/2016            | Trang phục mới của tôi               | Đông Phương   | Khách mời |
| 28/04/2017 05/05/2017 | Chạy nhanh nào (Keep running)        | Chiết Giang   | Khách mời |
| 02/11/2017            | Bố ơi mình đi đâu thế (mùa 5)        | Hồ Nam        | Khách mời |
| 14/09/2018            | Huyễn nhạc chi thành                 | Hồ Nam        | Khách mời |
| 15/02/2019            | Thanh Lâm Kỳ Cảnh (Mùa 2)            | Hồ Nam        | Khách mời |
| 20/02/2021            | Khoái lạc đại bản doanh (Happy camp) | Hồ Nam        | Khách mời |
| 05/06/2021            | Manh Thám Tra Án                     | Iqiyi         | Khách mời |
| 11/06/2021            | Chạy nhanh nào (Keep running)        | Chiết Giang   | Khách mời |
| 01/08/2021            | Thử Thách Cực Hạn Bảo Tàng Hành      | Đông Phương   | Khách mời |
| 08/08/2021            | Thử Thách Cực Hạn Bảo Tàng Hành      | Đông Phương   | Khách mời |
| 14/09/2021            | Tình Yêu Cơ Trí                      | Iqiyi         | Trinh sát |
| 06/03/2022            | Mã Hoa Đặc Khai Tâm                  | Youku         | Khách mời |

## Giải thưởng và đề cử
| Năm             | Giải                                                     | Hạng mục                                  | Đề cử                        | Kết quả   | Ref.   |
| --------------- | -------------------------------------------------------- | ----------------------------------------- | ---------------------------- | --------- | ------ |
| Giải thưởng lớn |                                                          |                                           |                              |           |        |
| 2012            | Giải Bách Hoa lần thứ 31                                 | Diễn viên mới xuất sắc nhất               | Kiến Đảng vĩ nghiệp (movie)  | Đề cử     | [ 3 ]  |
| 2018            | 24th Shanghai Television Festival                        | Nữ diễn viên phụ xuất sắc                 | Bạch Lộc Nguyên (drama)      | Đề cử     | [ 3 ]  |
| 2018            | Giải thưởng truyền hình Trung Quốc lần 5                 | Outstanding Actress (Emerald Category)    | —                            | Đề cử     | [ 4 ]  |
| 2018            | Giải Bách Hoa lần thứ 34                                 | Diễn viên xuất sắc                        | Đại Nghiệp Kiến Quân (movie) | Đề cử     | [ 5 ]  |
| 2019            | 32nd Tokyo International Film Festival Gold Crane Awards | Nữ diễn viên phụ xuất sắc nhất            | Cơ trưởng Trung Quốc (movie) | Đoạt giải | [ 6 ]  |
| 2019            | 3rd Golden Screen Awards                                 | Nữ diễn viên phụ xuất sắc nhất            | Cơ trưởng Trung Quốc (movie) | Đoạt giải | [ 7 ]  |
| 2020            | Giải thưởng truyền hình Trung Quốc lần 7                 | Diễn viên xuất sắc nhất (Phim chiếu mạng) | Khánh Dư Niên                | Đề cử     | [ 8 ]  |
| 2020            | Giải thưởng truyền hình Trung Quốc lần 7                 | Nữ diễn viên nổi tiếng                    | Khánh Dư Niên                | Đoạt giải | [ 8 ]  |
| 2020            | Giải thưởng Hoa Đỉnh lần thứ 29                          | Diễn viên xuất sắc nhất                   | Khánh Dư Niên                | Đề cử     |        |
| 2021            | Giải thưởng Hoa Đỉnh lần thứ 34                          | Diễn viên xuất sắc nhất                   | Lang Điện Hạ                 | Đề cử     |        |
| Giải thưởng     |                                                          |                                           |                              |           |        |
| 2010            | Nam Phương thịnh điển                                    | Diễn viên mới xuất sắc nhất               | Hồng Lâu Mộng (2010) (drama) | Đoạt giải | [ 9 ]  |
| 2010            | The Mango TV Fan Festival                                | Cặp đôi xuất sắc (với Dương Dương)        | Hồng Lâu Mộng (2010) (drama) | Đoạt giải | [ 10 ] |
| 2011            | China Power Awards                                       | Ngôi sao mới xinh đẹp nhất                | —                            | Đoạt giải | [ 11 ] |
| 2011            | Sohu Entertainment Award                                 | Gương mặt mới                             | —                            | Đoạt giải | [ 12 ] |
| 2013            | SMG Hope Tour                                            | Diễn viên mới xuất sắc nhất               | —                            | Đoạt giải | [ 13 ] |
| 2014            | 6th China TV Drama Awards                                | Nữ diễn viên hứa hẹn                      | Nếu Như Yêu (drama)          | Đoạt giải |        |
| 2016            | ifeng Fashion Choice Awards                              | Nữ diễn viên phổ biến nhất                | —                            | Đoạt giải | [ 14 ] |
| 2016            | Quốc Kịch Thịnh Điển                                     | Nữ dễn viên tiềm lực của năm              |                              | Đoạt giải | [ 15 ] |
| 2017            | Quốc Kịch Thịnh                                          | Diễn viên được mong đợi nhất              | —                            | Đoạt giải | [ 16 ] |
| 2017            | L'Officiel Fashion Night Influence Award                 | Hot Era Reader                            | —                            | Đoạt giải | [ 17 ] |
| 2017            | 24th Cosmo Beauty Ceremony                               | Beautiful Idol Award                      | —                            | Đoạt giải | [ 18 ] |
| 2017            | 9th China TV Drama Awards                                | Thần tượng diễn xuất trẻ tuổi             | —                            | Đoạt giải | [ 19 ] |
| 2018            | 25th Cosmo Beauty Ceremony                               | Beautiful Idol Award                      | —                            | Đoạt giải | [ 20 ] |
| 2018            | 12th Tencent Video Star Awards                           | Rising TV Actress                         | —                            | Đoạt giải | [ 21 ] |
| 2019            | China Literature Award Ceremony                          | IP Breakthrough Actress                   | —                            | Đoạt giải | [ 22 ] |
| 2019            | Sina The Most Beautiful Performance                      | Nữ diên viên nổi tiếng                    | Cơ trưởng Trung Quốc (movie) | Đoạt giải | [ 23 ] |
| 2019            | Jinri Toutiao Awards Ceremony                            | Charismatic Actress of the Year           | —                            | Đoạt giải | [ 24 ] |